# Marcel Meeuwis
Marcel Meeuwis (Goirle, 31 oktober 1980) is een voormalig Nederlands voetballer die als middenvelder speelde.

## Biografie
Meeuwis speelde in het seizoen 2000/2001 zijn eerste twee wedstrijden in het betaalde voetbal, bij Willem II. Hij maakte daar zijn competitiedebuut op 20 december 2000, als invaller voor Tom Caluwé tijdens een met 2-0 gewonnen thuiswedstrijd tegen N.E.C. Eerder kwam hij uit voor Taxandria. In zijn tweede seizoen bij Willem II speelde hij vier wedstrijden. Na dat seizoen, 2001/2002, vertrok de middenvelder naar eerste divisionist VVV, waar hij op meer speelminuten kon rekenen. Meeuwis speelde vier seizoenen voor VVV, waar hij een belangrijke pion op het middenveld werd. In 2006 vertrok hij naar Roda JC. Meeuwis tekende een contract tot en met 2012 in Kerkrade. In april 2008 kreeg hij ruzie met trainer Raymond Atteveld. Meeuwis wilde tevergeefs een transfer naar FC Groningen forceren.
In mei 2009 kwam de door Meeuwis zo gewilde transfer er toch. Op 16 mei werd bekendgemaakt dat Meeuwis vanaf het seizoen 2009/10 voor het Duitse Borussia Mönchengladbach zou uitkomen. Meeuwis kreeg bij Borussia Mönchengladbach een contract tot medio 2012.
Meeuwis diende zijn contract bij Mönchengladbach niet uit. In het seizoen 2010-2011 kwam Meeuwis al snel niet meer in de plannen van trainer Michael Frontzeck voor. Meeuwis en teamgenoot Jan-Ingwer Callsen-Bracker mochten van de trainer allebei niet mee naar een trainingskamp van de club, omdat er alleen spelers mee mochten die in de tweede seizoenshelft gebruikt zouden worden.
Op 30 januari 2011 werd bekend dat hij het seizoen af zou maken bij Feyenoord. Hij werd voor de rest van het seizoen gehuurd en kon transfervrij overstappen aan het einde van het seizoen.
Aan het einde van het seizoen 2010-2011 stapte hij transfervrij over naar de club waar hij al vier seizoenen eerder speelde: VVV-Venlo. Meeuwis maakte zijn tweede seizoen echter niet af. In onderling overleg werd zijn contract op 16 november 2012 per 1 december 2012 ontbonden, nadat Meeuwis eerder felle kritiek had geuit op de selectie van VVV. Zijn contract liep eigenlijk tot 2014. Op 10 februari krijgt hij weer onderdak, hij ging drie maanden spelen bij Melbourne Heart. Per 1 juli 2013 heeft Meeuwis besloten per direct te stoppen met voetbal.
Meeuwis zit in de deelnemersraad van het CFK, de organisatie die zich bezighoudt met de speciale pensioenregeling voor profvoetballers, en woont in Baarle-Nassau.

## MVP van Roda JC
In de seizoenen 2006/07 en 2007/08 werd Meeuwis tot 'Most Valuable Player' van Roda JC uitgeroepen.

## Clubstatistieken
| Seizoen | Club                     | Competitie     | Competitie | Competitie | Beker | Beker | Overig | Overig | Totaal | Totaal |
| Seizoen | Club                     | Competitie     | Wed.       | Dlp.       | Wed.  | Dlp.  | Wed.   | Dlp.   | Wed.   | Dlp.   |
| ------- | ------------------------ | -------------- | ---------- | ---------- | ----- | ----- | ------ | ------ | ------ | ------ |
| 2000/01 | Willem II                | Eredivisie     | 1          | 0          | 1     | 0     | —      | —      | 2      | 0      |
| 2001/02 | Willem II                | Eredivisie     | 4          | 0          | 1     | 0     | —      | —      | 5      | 0      |
| 2002/03 | Willem II                | Eredivisie     | 0          | 0          | 0     | 0     | 0      | 0      | 0      | 0      |
| 2002/03 | → VVV-Venlo              | Eerste divisie | 24         | 5          | 2     | 0     | —      | —      | 26     | 5      |
| 2003/04 | → VVV-Venlo              | Eerste divisie | 34         | 1          | 2     | 0     | 6      | 0      | 42     | 1      |
| 2004/05 | VVV-Venlo                | Eerste divisie | 32         | 3          | 2     | 0     | 6      | 0      | 40     | 3      |
| 2005/06 | VVV-Venlo                | Eerste divisie | 28         | 1          | 3     | 1     | 2      | 0      | 33     | 2      |
| 2006/07 | Roda JC                  | Eredivisie     | 33         | 2          | 3     | 0     | 2      | 0      | 38     | 2      |
| 2007/08 | Roda JC                  | Eredivisie     | 31         | 6          | 5     | 2     | 2      | 0      | 38     | 8      |
| 2008/09 | Roda JC                  | Eredivisie     | 33         | 3          | 3     | 0     | 4      | 0      | 40     | 3      |
| 2009/10 | Borussia Mönchengladbach | Bundesliga     | 18         | 0          | 1     | 0     | —      | —      | 19     | 0      |
| 2010/11 | Borussia Mönchengladbach | Bundesliga     | 2          | 0          | 0     | 0     | —      | —      | 2      | 0      |
| 2010/11 | → Feyenoord              | Eredivisie     | 13         | 0          | 0     | 0     | 0      | 0      | 13     | 0      |
| 2011/12 | VVV-Venlo                | Eredivisie     | 32         | 0          | 0     | 0     | 4      | 0      | 36     | 0      |
| 2012/13 | VVV-Venlo                | Eredivisie     | 9          | 0          | 1     | 0     | 0      | 0      | 10     | 0      |
| 2012/13 | Melbourne Heart          | A-League       | 6          | 0          | 0     | 0     | —      | —      | 6      | 0      |
| Totaal  | Totaal                   | Totaal         | 300        | 21         | 24    | 3     | 26     | 0      | 350    | 24     |